# Папа Хадријан I
Папа Хадријан I (лат. Hadrianus; 700. - 25. децембар 795.) је био 95. папа од 1. фебруара 772. до 25. децембра 795.
Позвао је Карла Великог као свог савезника против Лангобарда. Пошто је Карло Велики 774. победио ландгобарску власт, потврдио је папи Пипинову даровницу из 754., на поседе у Италији (Patrimonimum Sancti Petri).
За време Хадријана I у Риму, а по његовом налогу изграђене су бројне грађевине.

## Одбрана Седмог васељенског сабора
За време овог римског папе, у византијском граду Никеји одржан је Седми васељенски сабор (787), на коме су учествовали и папини легати, а након њиховог повратка у Рим, саборске одлуке је потврдио и сам папа.
Такав став није наишао на опште прихватање међу западним хришћанима, првенствено у Франачкој држави. Прво спорно питање тицало се односа према светим иконама. Иако је Седми васељенски сабор афирмисао правилно поштовање икона, саборски оци су у исто време осудили и две супротне крајности: иконоклазам (оспоравање икона) и иконолатрију (обожавање икона). Услед погрешног разумевања саборских одлука, франачки прваци су заузели негативан став према сабору, што је навело папу Хадријана да се путем директног обраћања франачком краљу Карлу Великом заложи за разјашњење тог питања, уз нагалашавање неопходности исправног рзумевања и прихватања саборских одлука.
Друго спорно питање задирало је у област хришћанске пнеуматологије. Током друге половине 8. века, у франачким црквеним круговима учврстило се филиоквистичко учење о двоструком исхођењу Светог Духа, од Оца и Сина. Услед недовољне обавештености, међу франачким првацима се управо у то време проширила и заблуда да је уметак Filioque био саставни део изворног Никејско-цариградског симбола вере. Сва та питања била су додатно разматрана и на Франкфуртском сабору, који је одржан 794. године. Иако је папа Хадријан покушао да франачке прваке увери у исправност разних одлука које су тим поводом доношене на појединим васељенским саборима, његови напори нису уродили плодом, тако да се филиоквизам учврстио у Франачкој држави, што је имало знатне последице за даљи развој западног хришћанства.